# Металлист (стадион, Королёв)
«Металлист» — домашняя арена футбольного клуба «Металлист». Стадион расположен в подмосковном городе Королёв на улице Орджоникидзе. Построен в 1928 году, реконструирован в 2018 году.

## История
История стадиона Металлист связана с первой Болшевской трудовой коммуной, которая была организована в 1924 году по инициативе председателя ВЧК Феликса Дзержинского возле села Костино. Коммуна была создана для борьбы с беспризорностью, являлась экспериментальной и строилась на принципах самоуправления. Стадион построен на месте бывшей усадьбы Костино владельцем которой до революции был А. Н. Крафт видный фабрикант, основавший в Москве «Торговый дом А. Н. Крафт и братья».
В 1928 году в Костино был направлен спортивный инструктор из общества «Динамо» Матвей Гольдин. Интерес к спорту у воспитанников трудовой коммуны проявился в первые дни существования. Под управлением Гольдина у воспитанников начались тренировки по бегу, футболу, гимнастике. Интерес к спорту в коммуне рос и состязания стали привлекать кроме коммунаров ещё и жителей района. Стало ясно, что существующее футбольное поле слишком мало для желающих заниматься — надо строить стадион. В том же году по проектам архитекторов Аркадия Лангмана и Лазаря Чериковера началось строительство комплекса зданий для коммуны в стиле конструктивизма.
Согласно местным краеведам возведением спортивных объектов занимались коммунары. Сначала комплекс включал в себя три футбольных поля (основное и два тренировочных) и гимнастический зал. Близ пруда, на котором зимой устраивали каток, был построен павильон. В 1930 году были построены четыре теннисных корта, где зимой также оборудовались катки.
На новом стадионе проходили тренировки и соревнования по различным видам спорта. В начале 1930-х годов Болшевскую коммуну на крупных соревнованиях, вплоть до всесоюзных, представляли команды по хоккею с мячом и футболу, конькобежцы, велогонщики, бегуны, лыжники.

## Реконструкция стадиона
В 1973 году с помощью предприятия «Стрела» (Тактическое ракетное вооружение) была проведена масштабная реконструкция стадиона. Инициатором обновления стадиона выступил инструктор по физкультуре Лев Дзевлатовский, который обратился к главному инженеру Московского стадиона «Динамо», и главному технологу стадиона имени Ленина в Лужниках М. И. Гольдину. После ремонта футбольное поле Металлиста не уступало по качеству другим крупным футбольным полям СССР.
В 2018 году Стадион «Металлист» значительно преобразился, при поддержке губернатора Московской области Андрея Воробьёва проведена реконструкция стадиона. Построено здание физкультурно-оздоровительного комплекса с бассейном и центром пляжных видов спорта.
На стадионе появилось несколько зон: волейбольная и баскетбольная площадки, гимнастический комплекс, детская спортивная зона с мягким, травмогасящим покрытием, где установлены тренажёры и игровой комплекс. На территории стадиона действуют спортивные секции:
- мини-футбол
- волейбол
- самбо
- баскетбол
- дзюдо
- каратэ
- борьба
- тхэквондо

На «Металлисте» играет одноименная команда, которая является наследницей первых спортивных коллективов трудовой коммуны.

## Памятник
На территории стадиона установлен памятник лётчику-космонавту дважды Герою Советского Союза В. Н. Волкову. Памятник установлен в 1982 году, обелиск с барельефом и камень известняк с углублённым рельефом.

## Галерея

Стадион Металлист (2021)
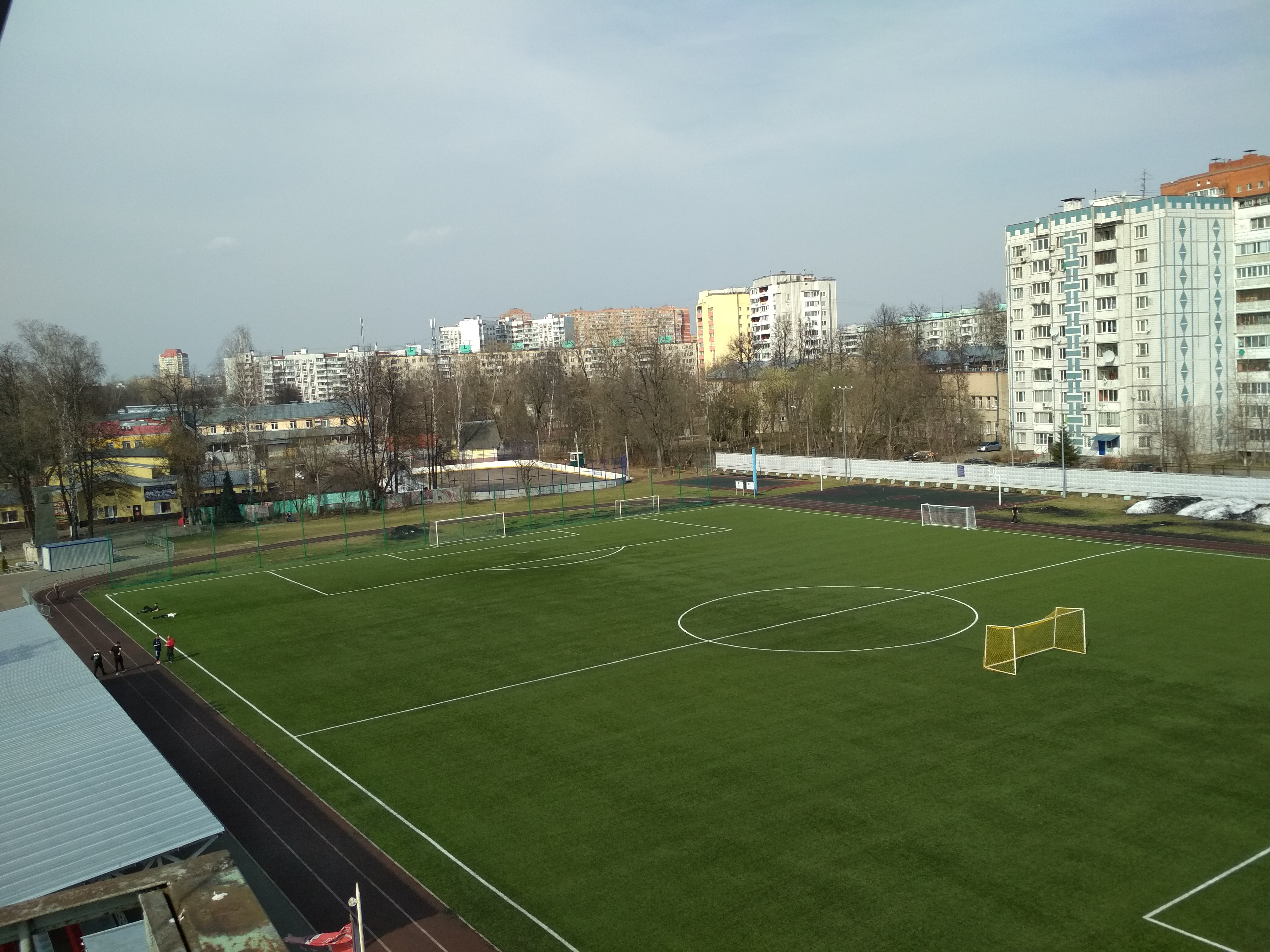
Общий вид основного футбольного поля
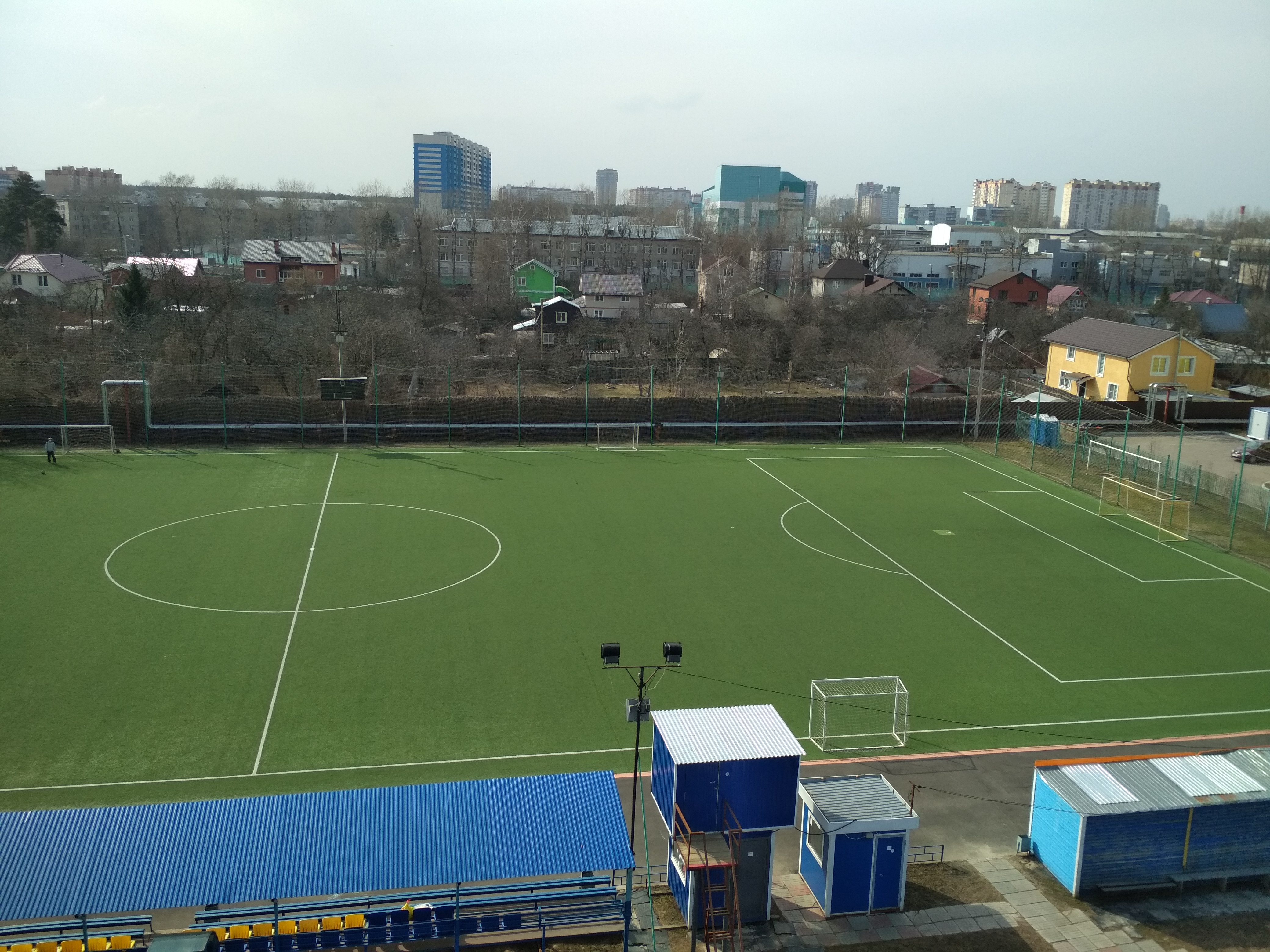
Второе футбольное поле
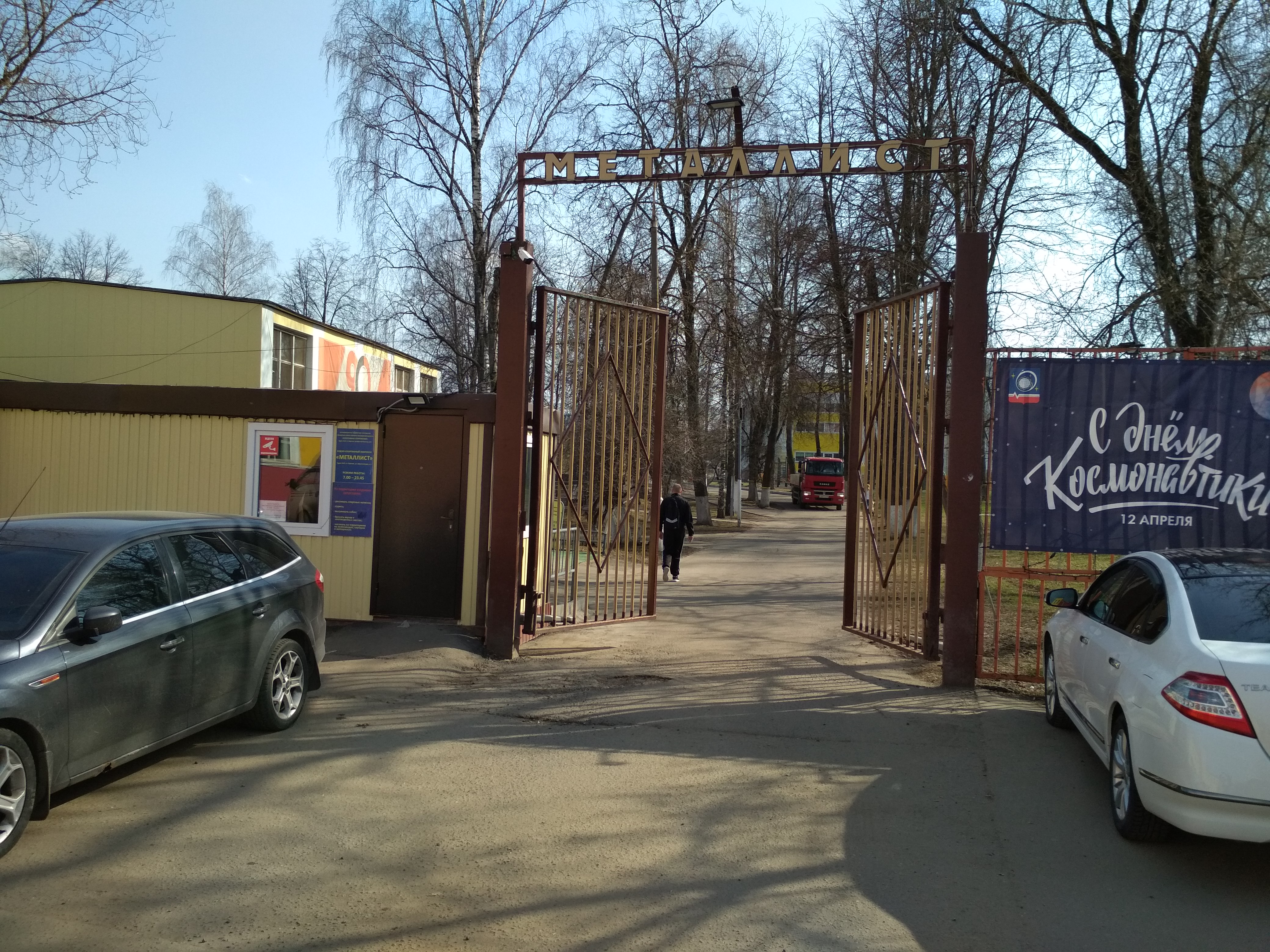
Основные ворота стадиона
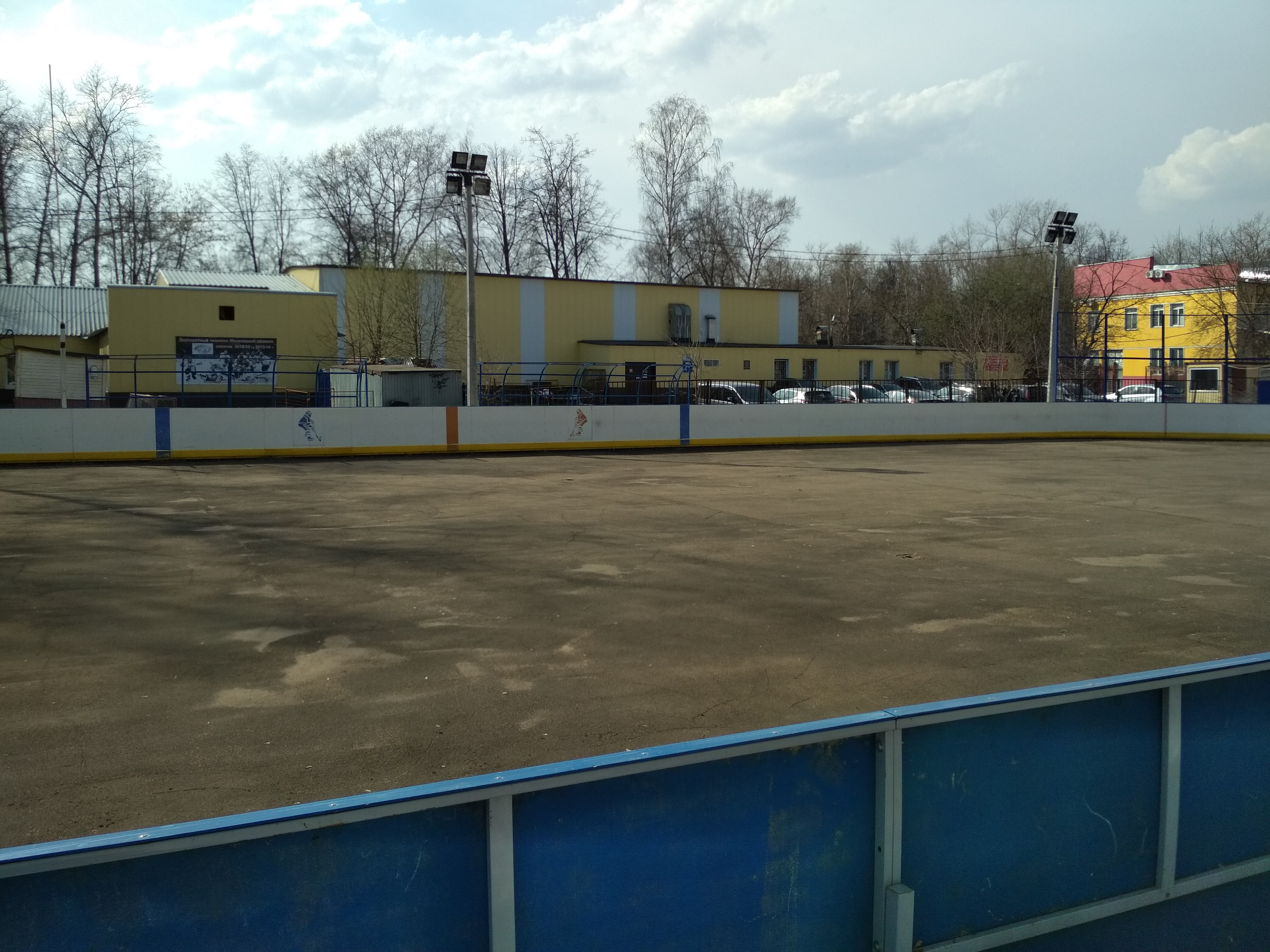
Металлист, хоккейная коробка
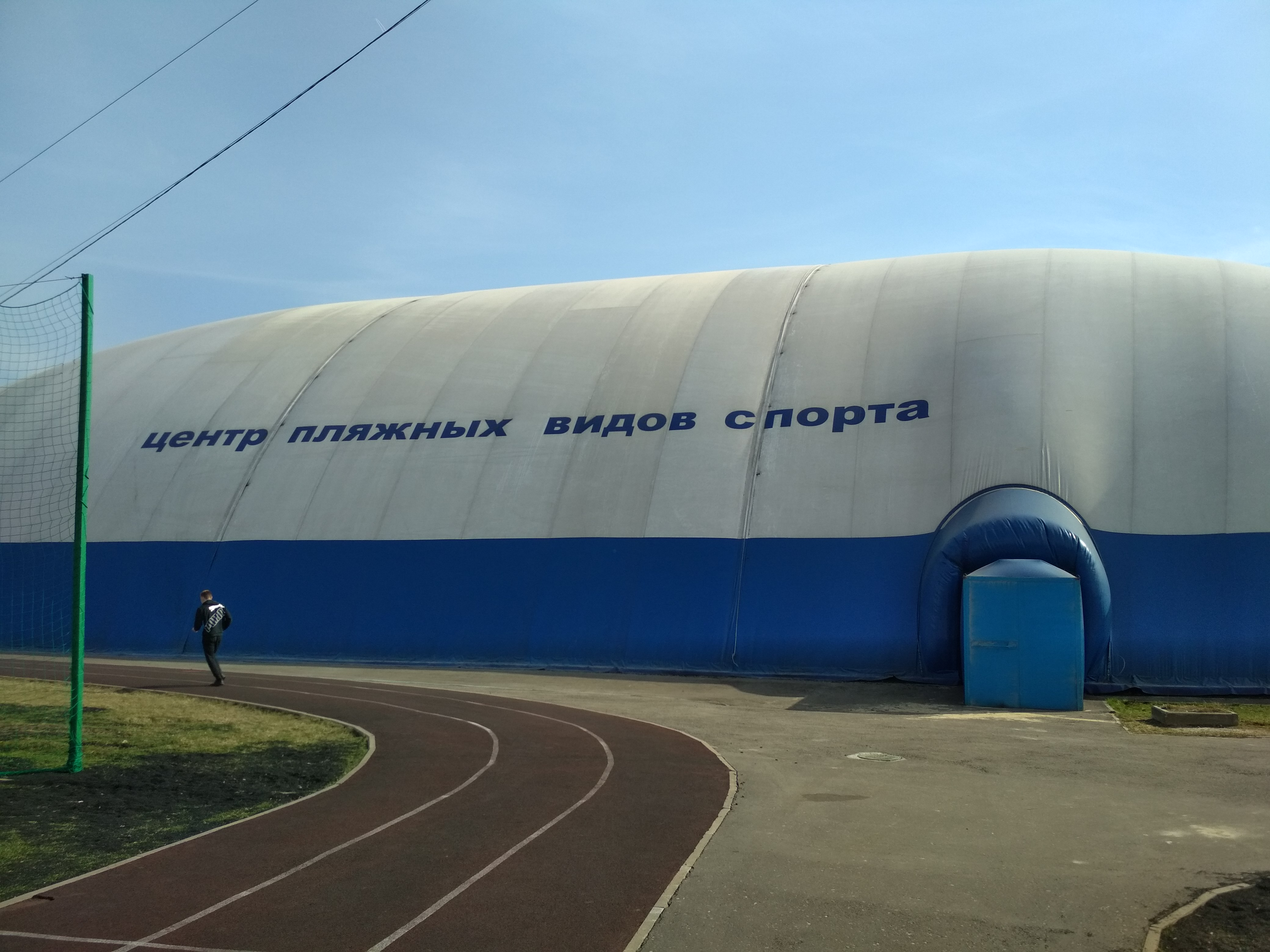
Центр пляжных видов спорта
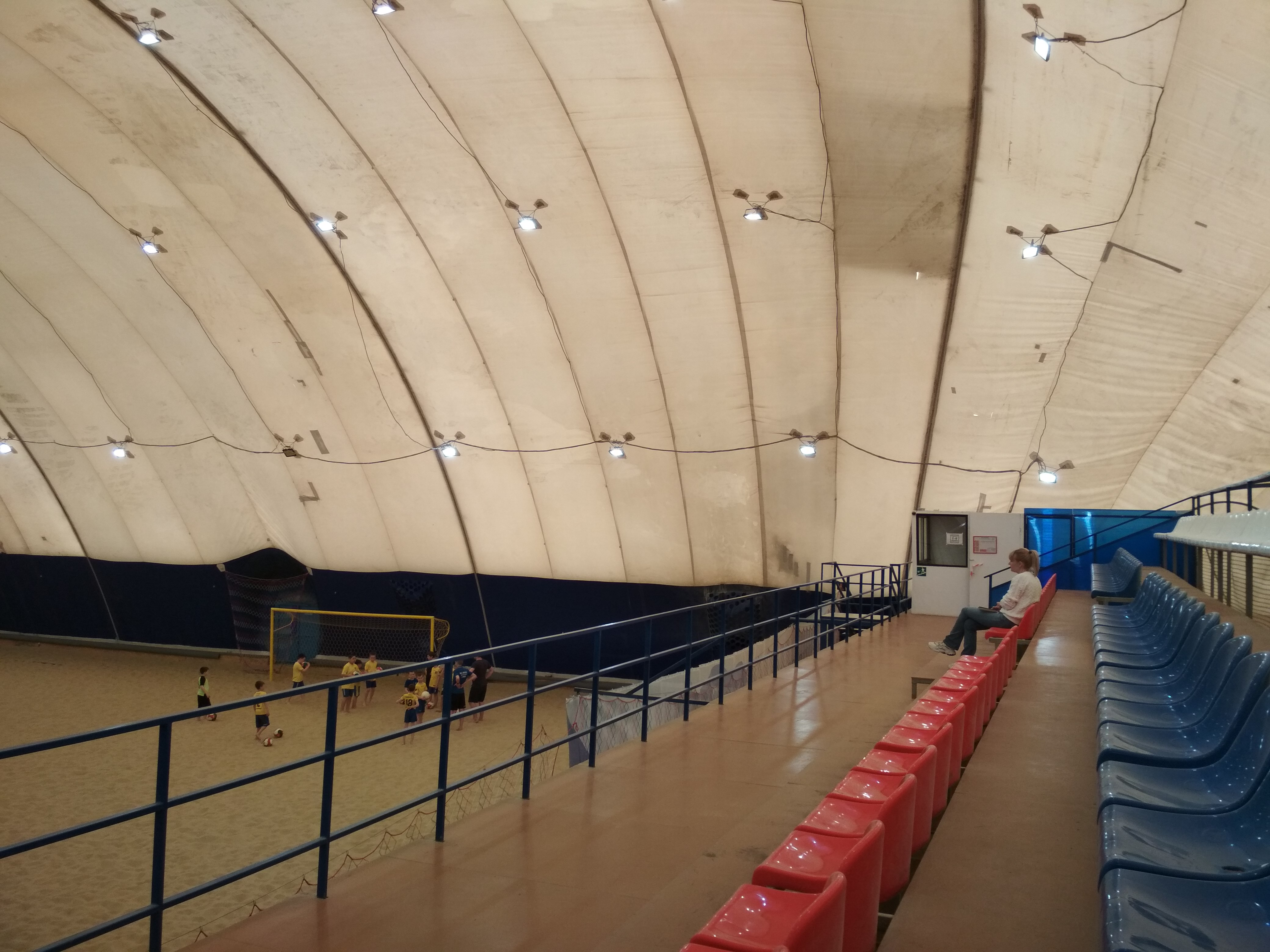
Центр пляжных видов спорта, трибуна для зрителей
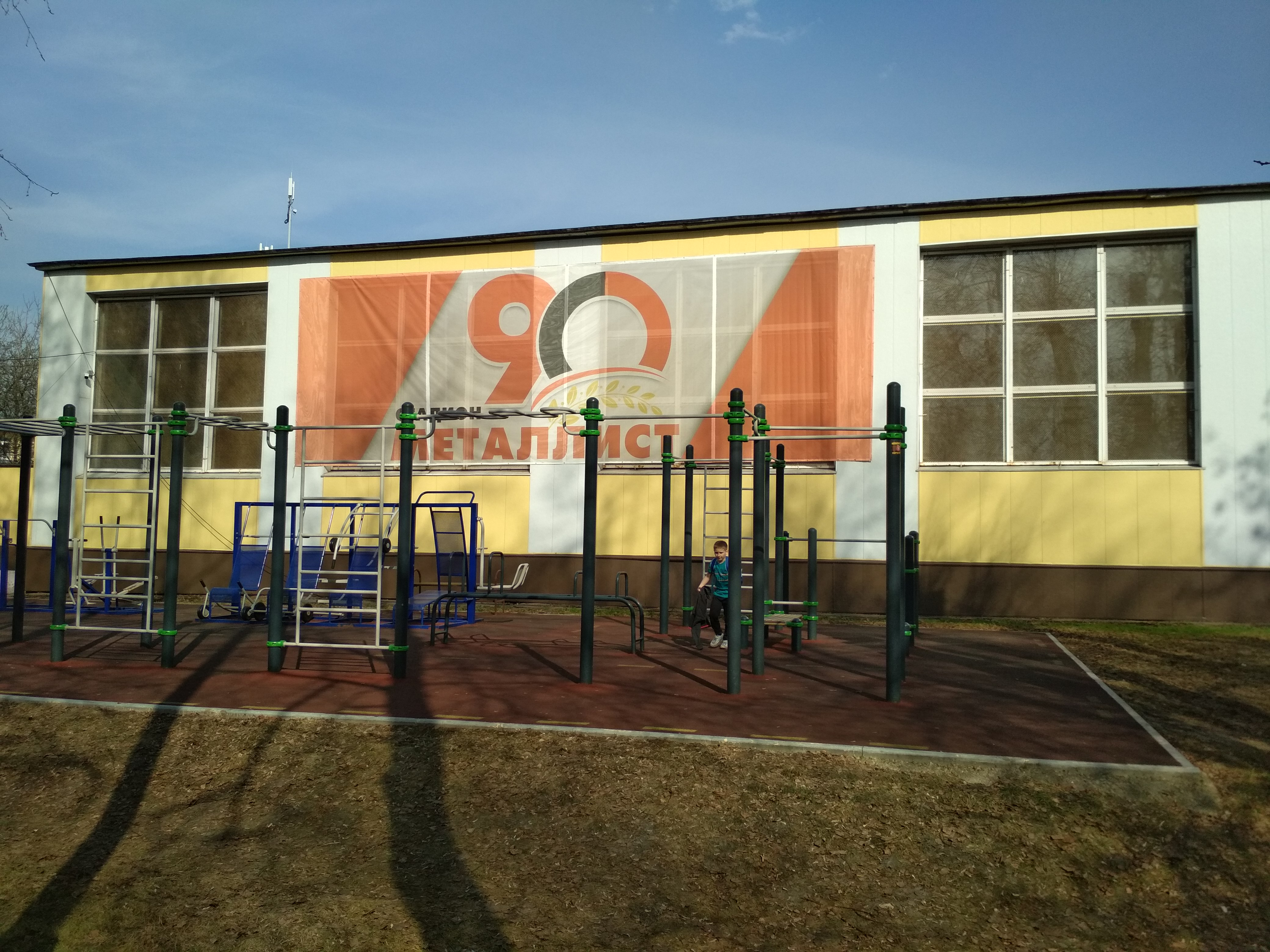
Спортивная площадка
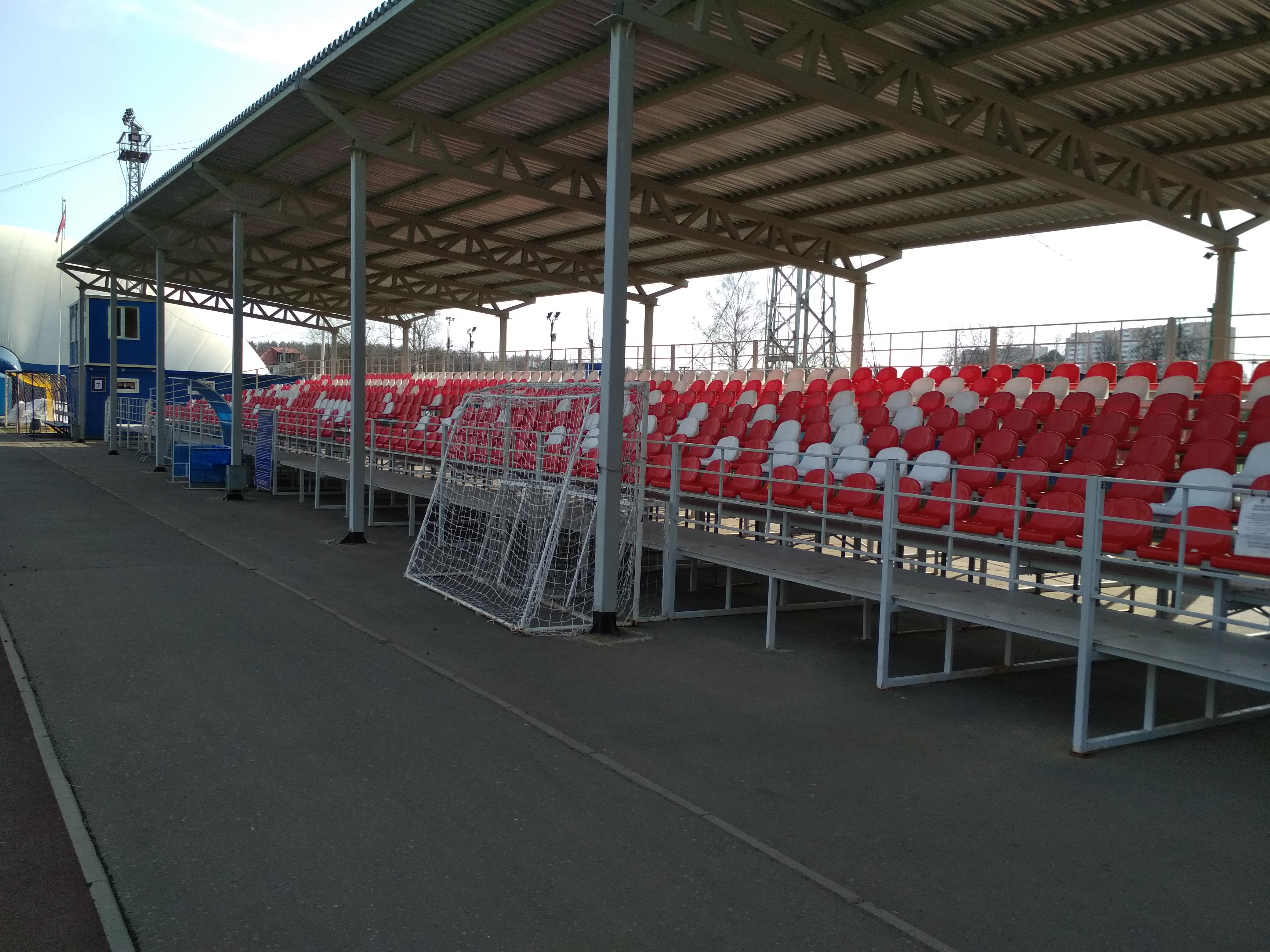
Трибуна для зрителей
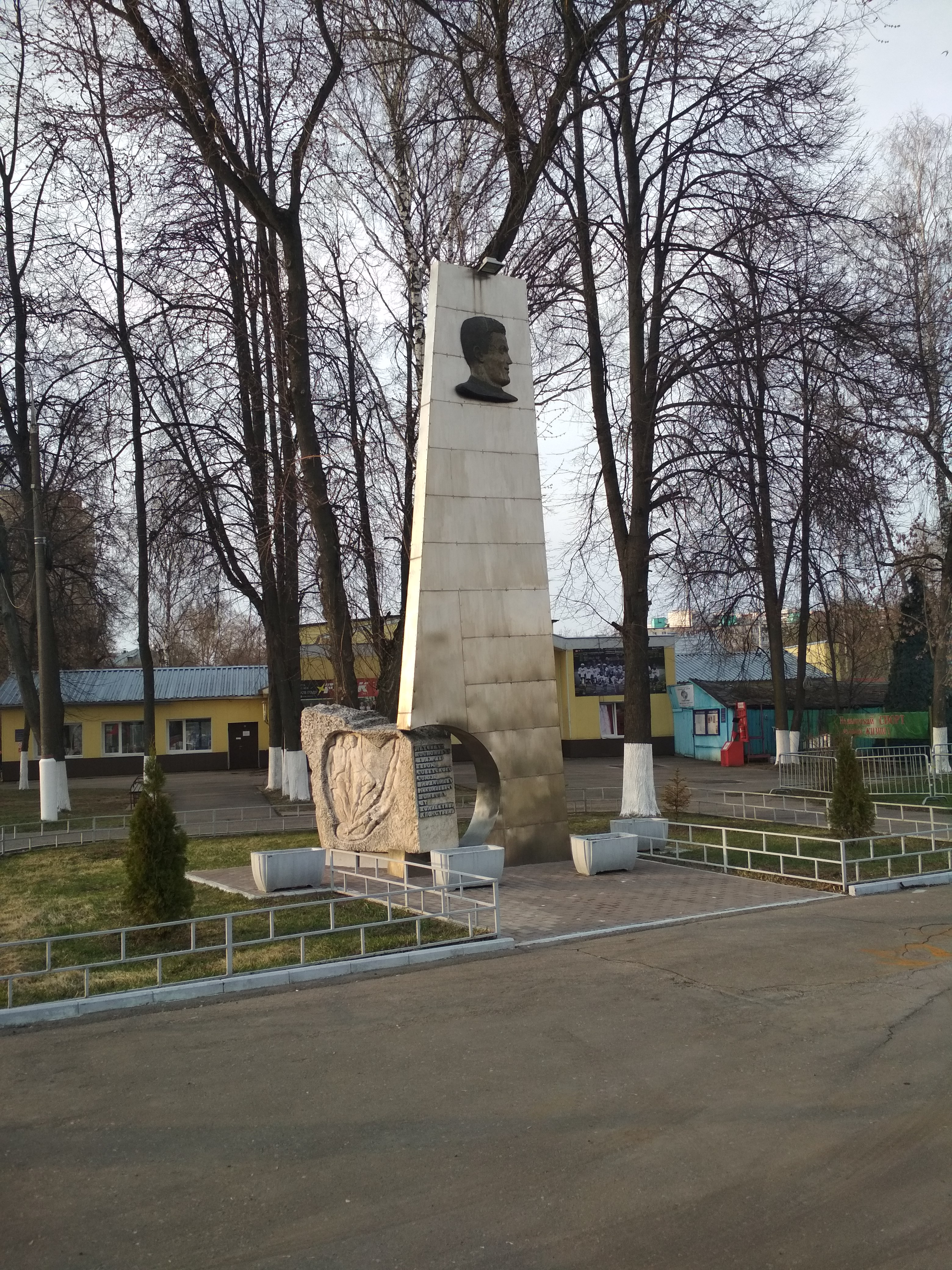
Памятник космонавту Владиславу Волкову